# Jezioro okresowe
Jezioro okresowe – jezioro wysychające lub zmniejszające znacznie swoją powierzchnię podczas suszy lub podczas określonych miesięcy suchych. 
Jeziora okresowe, zwane również sezonowymi, są często spotykanie na obszarach z krasowym podłożem oraz na obszarach w klimatach zwrotnikowym i podzwrotnikowym. Podczas pory deszczowej jeziora takie powstają w np. Parku Narodowym Etosha w Namibii, umożliwiając przetrwanie lokalnym trzodom.
Do jezior okresowych należą Cerkniško jezero w Słowenii czy Jezioro Nezyderskie leżące na granicy Austrii i Węgier. 